# Episodi di Medium (quarta stagione)
La quarta stagione della serie televisiva Medium è andata in onda dal 7 gennaio 2008 al 12 maggio 2008 sul network americano NBC. In Italia la prima stagione è stata trasmessa in prima visione, dall'8 gennaio 2009 al 26 febbraio 2009, su Rai 3.
| nº | Titolo originale                | Titolo italiano                    | Prima TV USA     | Prima TV Italia  |
| -- | ------------------------------- | ---------------------------------- | ---------------- | ---------------- |
| 1  | And Then...                     | Il bambino rapito                  | 7 gennaio 2008   | 8 gennaio 2009   |
| 2  | But For the Grace of God        | Solo per la grazia di Dio          | 14 gennaio 2008  | 8 gennaio 2009   |
| 3  | To Have And to Hold             | Mia, per sempre                    | 21 gennaio 2008  | 8 gennaio 2009   |
| 4  | Do You Hear What I Hear         | La lunga attesa                    | 18 febbraio 2008 | 15 gennaio 2009  |
| 5  | Girls Ain't Nothing But Trouble | L'amore di un padre                | 25 febbraio 2008 | 15 gennaio 2009  |
| 6  | Aftertaste                      | Retrogusto                         | 3 marzo 2008     | 15 gennaio 2009  |
| 7  | Burn Baby Burn (1)              | Brucia, ragazza, brucia - 1ª parte | 10 marzo 2008    | 29 gennaio 2009  |
| 8  | Burn Baby Burn (2)              | Brucia, ragazza, brucia - 2ª parte | 17 marzo 2008    | 29 gennaio 2009  |
| 9  | Wicked Game (1)                 | Gioco perverso 1ª parte            | 24 marzo 2008    | 5 febbraio 2009  |
| 10 | Wicked Game (2)                 | Gioco perverso 2ª parte            | 31 marzo 2008    | 5 febbraio 2009  |
| 11 | Lady Killer                     | Lady Killer                        | 7 aprile 2008    | 12 febbraio 2009 |
| 12 | Partners in Crime               | Soci nel crimine                   | 14 aprile 2008   | 12 febbraio 2009 |
| 13 | A Cure For What Ails You        | Una cura per ciò che ti affligge   | 21 aprile 2008   | 19 febbraio 2009 |
| 14 | Car Trouble                     | La macchina della morte            | 28 aprile 2008   | 19 febbraio 2009 |
| 15 | Being Joey Carmichael           | Per amore di mio fratello          | 5 maggio 2008    | 26 febbraio 2009 |
| 16 | Drowned World                   | Fantasmi del passato               | 12 maggio 2008   | 26 febbraio 2009 |

## Il bambino rapito
- Titolo originale: And Then...
- Diretto da: Aaron Lipstadt
- Scritto da: Glenn Gordon Caron

### Trama
Allison, esonerata dai suoi incarichi, non può però fare a meno di sognare: in occasione del rapimento di un bambino in un supermercato, sogna il giubbotto del rapitore e i suoi piedi danzanti. Dopo aver cercato disperatamente di contattare Scanlon, riesce a fornirgli le sue informazioni, che convincono il detective a controllare di persona il supermercato. Entrato nel magazzino, Scanlon scorge una macchia di sangue sul soffitto, e sale per controllare: tra le centinaia di scatole di bambole, trova la tomba del piccolo rapito. 
Nel frattempo Allison sogna la stessa scena, ma al cadavere del bambino sostituisce quello di un topo. L'autopsia rivela che il bambino è stato ucciso tramite la somministrazione di un letale veleno. Mentre Scanlon interroga tutti i possessori delle chiavi del magazzino, la soluzione gli si para dinanzi, danzando. L'addetto alle derattizzazioni entra utilizzando le chiavi e sostiene di dover recuperare "i morti". Scoperto, l'assassino tenta di sparare, ma viene freddato dal detective. In questa puntata appare l'inquietante figura di Cynthia Kenner, detective privato. Cynthia, seguendo il caso del bambino, ha modo di verificare i poteri di Allison, e decide di assumerla segretamente.

## Solo per la grazia di Dio
- Titolo originale: But For the Grace of God
- Diretto da: Peter Markle
- Scritto da: René Echevarria

### Trama
In sogno Allison vede Ariel intrappolata in un'automobile dopo un terribile incidente. Il sogno si ripete senza però che lei riesca a ottenere maggiori informazioni. Ariel fa un sogno strano, sogna sua madre adolescente e lei, nel corpo della migliore amica di Allison, che volevano andare al concerto proprio come lei. Il sogno continua ad andare avanti.

## Mia, per sempre
- Titolo originale: To Have and to Hold
- Diretto da: Aaron Lipstadt
- Scritto da: Robert Doherty

### Trama
Allison sogna una coppia americana che si trova in una stanza d'albergo a Parigi: la donna ferisce la mano dell'uomo con un cavatappi. In seguito Allison viene a sapere che la donna del sogno è la figlia di un uomo che ha appena avuto un colloquio di lavoro con suo marito e da cui è stata invitata ad una festa. Qui Allison vede la ragazza del suo sogno sorridente e felice ballare e scherzare con l'uomo che scoprirà essere suo futuro sposo. Allison è un po' confusa e solo in seguito capirà che l'uomo del suo sogno è l'ex marito della ragazza e che Parigi era il luogo della loro luna di miele. 
Il giorno dopo il padre della ragazza, nonché possibile nuovo capo di Joe, li chiama per chiedere aiuto, sua figlia è scomparsa. Allison incontra l'ex della ragazza, (che allestisce i set dove collocare animali imbalsamati) ed è molto sorpresa quando vede che l'uomo ha una ferita sulla stessa mano del suo sogno. Allison quindi si convince che la donna sia prigioniera a Parigi, ma scopre che l'hotel non è più in funzione. Aiutata dal suo amico Scanlon riesce a scoprire che la ragazza era intrappolata in un set che riproduceva la camera d'albergo a Parigi e il paesaggio in prospettiva. Liberata la ragazza, viene arrestato l'ex marito. 
 Dopo tutto questo Joe non avrà comunque il lavoro perché il capo, sebbene gli sia riconoscente, chiude l'azienda per stare di più con la famiglia.

## La lunga attesa
- Titolo originale: Do You Hear What I Hear
- Diretto da: David Arquette
- Scritto da: Corey Reed e Travis Donnelly

### Trama
Allison sogna una bambina che viene rapita, ma al suo risveglio ha una sorpresa non molto graditaː la bambina che aveva sognato era sorda, quindi al mattino anche lei diventa sorda. In tutto questo la famiglia della ragazza ha contattato Cynthia per trattare con i rapitori che in cambio del rilascio vogliono una cospicua somma di denaro. Allison vive nell'assoluto silenzio e intanto fa svariati sogni, in uno di questi la bambina riesce a vedere i rapitori. Allison lo dice alla madre ed al patrigno della ragazza. Purtroppo la somma chiesta dai rapitori non è stata ancora raggiunta, e tutta la squadra di Cynthia cerca di trattare per far liberare la bambina, ma ad un certo punto comincia a litigare con il patrigno che adirato dice di voler recuperare la sua figliastra da solo. Qui cominciano i sospetti ed Allison dai suoi sogni arriva alla conclusione che il patrigno c'entri con il rapimento. L'uomo raggiunge il nascondiglio dove si trova la bambina: ha intenzione di ucciderla, ma viene fermato in tempo ed arrestato.

## L'amore di un padre
- Titolo originale: Girls Ain't Nothing But Trouble
- Diretto da: Vincent Misiano
- Scritto da: Moira Kirland

### Trama
Larry Watt, avvocato che ha sempre attaccato Allison criticandola aspramente, chiede ora il suo aiuto per dimostrare che il suo cliente, John Edgemont non ha ucciso sua moglie. Allison, considerata la sua situazione economica precaria, accetta, ma in un sogno vede proprio Edgemont uccidere la moglie. Allison inoltre scopre che il signor Edgemont ha due figlie, la minore affetta da instabilità mentale. Allison intanto fa alcuni sogni che un po' alla volta le fanno capire che non sia stato il padre ad uccidere la moglie, ma la figlia affetta dal problema, poiché pensava che la sua matrigna volesse portarla via. A questo punto il signor Edgemont, dopo aver cercato una forte difesa, si dichiara colpevole per proteggere la figlia. Solo dopo questo Allison sogna la verità: approfittando dei problemi della sorella minore, la maggiore uccide la matrigna e convince il padre della colpevolezza della sorella. La puntata finisce con Allison e la figlia maggiore di Thomas nell'aula del tribunale vuota senza far comprendere al pubblico se la verità verrà mai a galla, e se la ragazza verrà mai incarcerata.

## Retrogusto
- Titolo originale: Aftertaste
- Diretto da: Miguel Sandoval
- Scritto da: Craig Sweeny

### Trama
Allison sogna una tavola ben apparecchiata, dove ad un lato del tavolo c'è un uomo importante ben vestito, e dall'altro c'è un ragazzo che sembrerebbe quasi un barbone con un tatuaggio sul braccio raffigurante una palla da biliardo circondata da fiamme. Il ragazzo mangia con gusto non sapendo che sta mangiando proprio la sua gamba. Allison si sveglia. In seguito Lee la informa di aver trovato il corpo di un uomo, lei va all'obitorio dove riconosce il corpo, ma mancano le braccia, le gambe e la testa. 
Nel frattempo Devalos prova a recuperare il suo posto con l'aiuto di un suo caro amico, ma quando Allison lo vede, capisce che era l'uomo elegante del suo sogno. Allison ne parla a Devalos, ma lui naturalmente non le crede perché si conoscono da 20 anni ed è un veterano di guerra e deputato. 
Allison continua a sognare e scopre che il ragazzo insieme all'amico di Devalos ed altri 4 ragazzi, erano stati catturati dai Vietnamiti e lasciati morire di fame. Per salvarsi tirano a sorte per decidere chi doveva uccidere un altro ragazzo ormai quasi in fin di vita, ed esce l'amico di Devalos. Compiuta l'infame azione si nutrono del loro corpo. 
Nel frattempo Lee scopre che l'amico di Devalos dava sostanziose somme di denaro all'uomo morto, ma lui naturalmente nega. In seguito si scopre che l'uomo ucciso che aveva preso una strada diversa dagli altri amici, sempre senza soldi per il vizio del gioco, ricattava i vecchi compagni che avevano mangiato con lui il corpo in Vietnam, loro stanchi dei continui ricatti decidono di eliminarlo. Tutti insieme lo uccidono e lo fanno a pezzi, ma solo uno di loro ha il compito di seppellirlo. Questo viene scoperto, ma si addossa tutta la colpa, proteggendo gli altri e mantenendo così il segreto. Allison non contenta andrà dall'amico di Devalos poco prima di fare una conferenza stampa per la sua candidatura come capo procuratore, ma senza purtroppo avere soddisfazione.

## Brucia, ragazza, brucia - 1ª parte
- Titolo originale: Burn baby burn (Part I)
- Diretto da: Leon Ichaso
- Scritto da: Javier Grillo-Marxuach

### Trama
La madre di Joe fa una visita a sorpresa che preoccupa Allison perché non l'ha ancora incontrata da quando la sua abilità è diventata di dominio pubblico. Intanto Cynthia Keener cerca di spingere i sogni di Allison verso casi rilevanti. Ariel, la figlia maggiore di Allison, sogna che la madre di un suo compagno di scuola si dà fuoco da sola proprio vicino alla sua scuola rovesciandosi una tanica di benzina addosso e accendendo un fiammifero. In effetti, la madre del ragazzino, o meglio i suoi resti, vengono rinvenuti nella sua casa completamente bruciata, ma il luogo non coincide con i sogni di Ariel. Nel frattempo Allison, alle dipendenze di Cynthia, sogna un dentista che adesca una prostituta e la porta in uno studio dentistico, dove la ragazza viene sedata e le viene fatto un importante intervento alla bocca, e dopo viene picchiata a sangue. Allison non comprende, e la figlia continua a fare sempre lo stesso sogno. Il figlio della vittima chiede ad Ariel di toccare una cartolina di Barcellona inviatagli dalla madre, sperando che lei sentisse qualcosa. La Polizia, per l'omicidio della donna bruciata, accusa l'ex marito, Graham. Devalos è il suo avvocato difensore, e il nuovo procuratore, volendo "schiacciare" e umiliare Devalos in tribunale, incarica l'agente Scanlon di trovare prove che incriminino il cliente di Devalos, che dichiara di aver ricevuto una telefonata della ex moglie che gli chiedeva di tornare un attimo a casa per parlare. Al suo arrivo, la donna si sarebbe dimostrata scontrosa e gli avrebbe lanciato dell'alcool puro addosso. Alla sentenza in tribunale Allison, Scanlon e Devalos dimostrano come sono andati i fatti, tutti collegati: il dentista ha una storia con la "vittima", adesca una ragazza dalla strada, le rifà la bocca in modo che l'impronta dentale corrisponda con quella della fidanzata, la picchia e la stordisce, dopodiché la carica in auto. Nel frattempo la donna chiama l'ex, gli butta addosso la benzina (appositamente per lasciare delle tracce e , successivamente, farlo incriminare) e aspetta chiaramente che l'uomo se ne vada e che i vicini sentano questa sorta di "lite". Il dentista/fidanzato arriva con la ragazza, la mette sul divano e i due assieme danno fuoco alla casa. La vittima sarà identificata dall'impronta dentaria, fatta su misura. I due "fidanzati" avrebbero dovuto incassare i 7 milioni di dollari dell'assicurazione sulla vita di lei, stipulata dall'ex marito, che doveva essere il beneficiario dei soldi, ma se condannato per il suo assassinio, i soldi sarebbero andati al suo fidanzato, presidente di una fondazione di cui lei faceva parte (2° beneficiaria della sua assicurazione), e i due si sarebbero goduti i 7 milioni di dollari. Cynthia porta i due assassini in aula, fermati a Barcellona (la città preferita di lei), e portati alla sentenza come dimostrazione di quanto rivelato da Scanlon, salito al banco dei testimoni. Viene quindi umiliato il nuovo procuratore, invece di Devalos, l'ex marito viene prosciolto e Scanlon viene riabilitato dal nuovo procuratore al suo vecchio lavoro.

## Brucia, ragazza, brucia - 2ª parte
- Titolo originale: Burn baby burn (Part II)
- Diretto da: Vincent Misiano
- Scritto da: René Echevarria e Javier Grillo-Marxuach

## Gioco perverso 1ª parte
- Titolo originale: Wicked Game (Part I)
- Diretto da: Peter Werner
- Scritto da: Diane Ademu-John

### Trama
Allison sogna la figlia di Cynthia, Susi, della quale non sapeva l'esistenza, che viene sequestrata da un uomo che l'aveva aiutata a sistemare un guasto all'auto. La ragazza viene portata in uno scantinato, dove c'è già un'altra giovane, Joanna, che le spiega cosa stia accadendo: sono state sequestrate da un maniaco che abusa di loro ma vuole che l'altra guardi, e l'ultima ragazza (che si lamentava) è stata uccisa. Le ragazze entrano in grande feeling, tanto da aiutarsi l'una per l'altra e raccontarsi tutto delle famiglie. La figlia di Cynthia spera in sua madre, mentre Joanna descrive la propria madre come una donnetta che ha un negozio di maglieria in centro, senza spina dorsale. La situazione precipita quando Allison sogna che Joanna riesce a liberarsi e viene uccisa dal maniaco: la figlia di Cynthia, ancora viva, tenta di fuggire approfittando del fatto che lui sta per disfarsi del cadavere ma quando esce di casa trova davanti a sé la sua compagna di prigionia viva e vegeta che ride della sua perplessità e paura. 
Quando Cynthia e Allison visitano la casa contenente il rifugio antiatomico, tuttavia, scoprono che ci vive una donna anziana che non ricorda chi le ha venduto la casa. Trovano anche Joanna viva e vegeta nel negozio di maglieria di sua madre, e Cynthia licenzia Allison per la rabbia.
La mattina dopo (nel presente) vengono trovate all'interno di una casa due ragazze, che, dopo aver subito delle torture, sono riuscite ad uccidere il sequestratore e a fuggire: una è la ragazza scomparsa su cui indagava Cynthia, e l'altra è Joanna. Già le cose sono complesse, ma la situazione è ancor più degenerata poiché il maniaco morto non è quello sognato da Allison.
Quando Allison dà la notizia, scopre che il rapitore è morto e che Joanna Wheeler è stata tenuta prigioniera insieme a Melanie. Cynthia crede che Allison abbia confuso i volti di Suzie e Melanie nei suoi sogni, ma Allison non ne è così sicura. La fiducia di Allison nell'accuratezza del suo sogno si rafforza quando l'attuale proprietaria della casa e del rifugio antiatomico le invia un fax contenente una foto del precedente proprietario, Peter Campbell, che sembra proprio il rapitore di Suzie.-
Nel frattempo, il rapporto di Joe ed Allison viene messo alla prova quando il progetto del corso di scienze di Bridgette accende la sua immaginazione.

## Gioco perverso 2ª parte
- Titolo originale: Wicked Game (Part II)
- Diretto da: Arlene Sanford
- Scritto da: Robert Doherty

### Trama
Si scopre che Joanna è una psicopatica che adora fare un gioco: plagia il suo fidanzato di turno, gli fa rapire una ragazza e finge di essere anche lei una vittima, socializza con lei, entra nella sua vita intima e, alla fine, quando questa si fida del tutto, la tradisce, mostrando la sua alleanza col carnefice. Con la figlia di Cynthia è accaduto così, ma la seconda volta Joanna viene contattata dalla madre, che le racconta di due strane tizie (Allison e Cynthia) venute al suo negozio di maglieria in centro dicendo di sapere che tempo prima la ragazza è stata sequestrata. Joanna capisce che il suo piano questa volta non funzionerà così uccide il fidanzato attuale, libera la sequestrata e passa per l'eroina che è riuscita fuggire. Per fugare tutti i dubbi, uccide anche l'ex fidanzato Peter (quello che aveva rapito la figlia di Cynthia) prima che i sensi di colpa gli facciano confessare l'omicidio commesso anni prima. 
Allison sogna Cynthia e la figlia che parlano sulla riva di un lago e, quando questo viene perlustrato (nel presente), si trova sul fondo lo scheletro di una giovane con una placca sulla gamba, come la figlia di Cynthia. La donna ha quindi la conferma che, purtroppo, lo scheletro rinvenuto è di sua figlia e che Joanna, la ragazza che tutti trattano come un'eroina, è in realtà la pazza che ha ideato e organizzato l'omicidio. 
Nonostante Cynthia la interroghi a lungo, Joanna non demorde e non confessa, continuando a sostenere di non conoscere né Susi né Peter. La scena si conclude con una telefonata di Cynthia ad Allison che le chiede di andare ad un indirizzo per parlare: seduta sulle scale d'ingresso le racconta della figlia e del dolore provato in tutti quegli anni, senza sapere che fine avesse fatto, e di aver scoperto che era tenuta prigioniera da due pazzi vicino a casa, della frustrazione di sapere che quella matta è in libertà, di non poterlo permettere, e di essere consolata dal pensiero che aveva finalmente protetto la figlia. Quando Allison capisce tutto, entra nella casa (che si scopre essere della psicopatica) e trova il cadavere di Joanna, uccisa dalla pistola di Cynthia, che però aveva già chiamato la polizia.

## Lady Killer
- Titolo originale: Lady Killer
- Diretto da: Peter Werner
- Scritto da: Davah Feliz Avena

### Trama
Allison lavora con Scanlon per trovare la pericolosa donna matura che ritengono sia responsabile degli omicidi di giovani uomini, ma allo stesso tempo ha visioni riguardo al pericolo che corre la campagna di Devalos con qualcuno che trama alle sue spalle.
- Guest star: Rosanna Arquette nel ruolo di una scrittrice che scrive libri per donne che vogliono stare con uomini giovani.

## Soci nel crimine
- Titolo originale: Partners in Crime
- Diretto da: Vincent Misiano
- Scritto da: Robert Doherty e Craig Sweeny

### Trama
Quando Joe presenta la sua nuova invenzione basata su energia solare ad una ditta, mina gli interessi di Meghan Doyle. Intanto il profiler dell'FBI Edward Cooper sostiene che il suo ritorno a Phoenix sia per trovare un serial killer, ma i sogni di Allison le dicono qualcosa di diverso.

## Una cura per ciò che ti affligge
- Titolo originale: A Cure For What Ails You
- Diretto da: Arlene Sanford
- Scritto da: Corey Reed e Travis Donnelly

### Trama
Stavolta l'incubo di Allison Dubois interessa in un certo senso Lee Scanlon e la sua fidanzata Lynn. La medium sogna infatti che una loro amica, che la fidanzata di Lee sta cercando di contattare a notte fonda, è morta nella sua stanza. Immediatamente Allison avvisa Lee e insieme a Lynn si recano a casa della donna, dove cercano di consolare il marito, disperato per la morte della moglie.

La donna sembra essere morta accidentalmente, dopo essere caduta e aver sbattuto la testa. Ma l'esame autoptico rivela che nel suo corpo ci sono tracce di un antidolorifico, con aggiunta di veleno, che potrebbe averla uccisa. Quando Lee chiama Allison per informarla delle ultime novità, lei si sente male e cade in bagno svenuta, proprio come è successo alla vittima.

Allison viene portata in ospedale, dove si riprende poco dopo. Joe intanto è morto di paura. La mattina dopo il detective Scanlon ha convocato in centrale il marito della donna morta, per cercare di capirne qualcosa in più. Al colloquio partecipano anche Allison e Lynn, la fidanzata di Lee. 
Scanlon informa l'uomo che la moglie è stata uccisa. Lui sembra molto sorpreso, ma lo è ancora di più quando il detective insinua che lui possa essere il responsabile. La stessa sera Lee chiama Allison per informarla che tutte le prove sono contro il marito della vittima. 
Ma quando Allison sogna che un'altra donna è morta dopo aver assunto lo stesso antidolorifico, le cose si complicano. Anche perché il suo sogno non sembra avere riscontri oggettivi, visto che nessun'altra donna risulta morta. O almeno non ancora, visto che poco dopo la morte si verifica proprio come prevista da Allison. Ormai è chiaro che il medicinale è stato contraffatto, anche perché con lo stesso farmaco muoiono altre tre persone. 
L'uomo arrestato per l'omicidio della moglie viene rilasciato, ma un sogno di Allison mischia ancora una volta le carte in tavola: sogna infatti che l'uomo ammette con delle persone di aver ucciso sua moglie.
La Dubois si convince così che l'uomo ha contraffatto il medicinale, uccidendo quindi cinque persone, per nascondere in realtà l'omicidio di sua moglie. Ma l'ennesimo sogno della medium apre nuovi scenari: ritiene infatti che tra tutte e cinque le vittime ci sia un legame, che le collega tutte al marito della prima donna uccisa.
L'unico modo per capirci qualcosa in più è parlare con il sospettato, alla presenza di Scanlon. Ma neanche questo riesce a sciogliere i suoi dubbi. Ci riesce però un ennesimo sogno di Allison: il marito della vittima ha trascorso tempo prima una notte in un aeroporto, a causa di una tempesta di neve, e lì ha ideato il piano degli antidolorifici avvelenati con altre 4 persone, legate alle altre 4 vittime. Ma non ci sono prove, e a Scanlon, Allison e Lynn non resta altro da fare che informare l'uomo che hanno scoperto la verità, e attenderanno che lui o uno degli altri quattro responsabili crollino.

## La macchina della morte
- Titolo originale: Car trouble
- Diretto da: Peter Werner
- Scritto da: René Echevarria e Ralph Glenn Howard

### Trama
Un incubo terribile sconvolge la giornata di Allison. Ha infatti sognato di saltare in aria con tutte e tre le sue figlie, nel garage di casa, appena cerca di mettere in moto l'auto per portarle a scuola. Per superare lo spavento decide così di andare in garage e provare ad accendere l'auto, ma la paura glielo impedisce. Quando ci prova Joe, la macchina non parte. Il motore è fuso, e quindi non resta che chiamare il meccanico. Allison e Joe accompagnano quindi le bambine a scuola con l'altra auto e poi la Dubois ne approfitta per accompagnare in ufficio il marito e conoscere la donna con la quale è in società. L'auto di Allison non si può riparare, e il meccanico propone a Joe di acquistare un SUV usato che ha appena rimesso a nuovo. All'uomo sembra un'ottima offerta, e acquista l'auto, rendendo felici Allison e la bambine. Ma Joe ha una preoccupazione: il suo nuovo lavoro, infatti, non sembra ingranare. 
L'entusiasmo per l'auto nuova svanisce presto, quando Allison “vede” che su quella macchina è stata uccisa una donna. La medium non ha quindi più intenzione di tenere l'auto, e il giorno dopo Joe è costretto a riportarla al precedente proprietario. Quest'ultimo racconta che su quell'auto è stata uccisa sua moglie, per un tentativo di rapina. L'uomo non rivuole l'auto, e Joe non se la sente di insistere. L'unica cosa da fare è cercare di rivendere la macchina, ma bisogna attendere che trascorrano almeno due settimane per i disbrighi della motorizzazione.
Allison chiede aiuto a Scanlon, per poter analizzare il fascicolo che riguarda la donna uccisa nell'auto. Mentre ascolta i nastri delle registrazioni e legge le carte la Dubois ha una visione: “vede” il viso dell'uomo che ha ucciso la donna. L'uomo viene rintracciato, ma il marito della donna uccisa non lo riconosce. Rintracciare l'assassino della donna non è l'unica preoccupazione di Allison. La donna infatti ha delle “visioni” che riguardano Megan, il capo di Joe, e suo marito. Sogna infatti che la donna fa delle avance a Joe. Ma per ora i suoi sogni non si sono ancora verificati. 
Intanto Lee la informa che l'uomo da lei indicato come assassino della donna non può essere il responsabile del delitto, perché si trovava fuori Phoenix. Allison quindi si fa coraggio e decide di salire sul SUV per cercare di capire qualcosa in più. La sua sorpresa è grande quando il navigatore satellitare si attiva da solo e la conduce a casa della vittima. 
Sul posto Allison ha finalmente la visione di ciò che è accaduto: ad uccidere la donna è stato il marito, dentro il garage di casa, con un meccanismo da lui congegnato. La Dubois chiama subito Lee, gli racconta l'accaduto e si fa riaccompagnare a casa, lasciando l'auto nel garage dell'assassino. Scanlon si offre di andare a riprendere l'auto, in modo da poter dare un'occhiata anche al garage. Ma quando la polizia arriva trova il colpevole in garage, morto a causa del monossido di carbonio rilasciato dal SUV. Intanto Joe deve fermarsi fino a tardi in ufficio, e l'incubo di Allison sulle avance di Megan a suo marito si sta per realizzare.

## Per amore di mio fratello
- Titolo originale: Being Joey Carmichael
- Diretto da: Arlene Sanford
- Scritto da: Robert Doherty e Craig Sweeny

### Trama
Un crudele omicidio di un delinquente attira l'attenzione della polizia, che chiede aiuto ad Allison. La medium effettivamente vede un volto, ma corrisponde ad un uomo, aggredito moltissimi anni prima, ormai incapace di comprendere quello che accade attorno a lui e di muovere le mani, a causa di un proiettile che gli ha trapassato il cranio. Ma le visioni di Allison non sbagliano: lei continua a vedere quell'uomo, e quell'uomo uccide ancora, con estrema freddezza. Dopo vari snodi, si scopre che l'uomo che Allison e la polizia erano andati ad interrogare, è un gemello. Suo fratello ha sempre avuto un carattere più forte, e risulta anche mantenere il gemello disabile presso la casa di cura dove alloggia, chiamandolo al telefono tutte le settimane e lasciando un messaggio. Ma la realtà stupisce ancora: questo fatidico gemello è morto anni prima, anche se non se ne è mai trovato il corpo. È il fratello disabile, "quello debole", che di notte va in trance e diventa "quello forte" e si vendica. Le persone che ha ucciso erano coloro che avevano ucciso il fratello "forte" come lezione visto che era in un brutto giro, ma non prima di avergli fatto vedere il consanguineo ridotto in fin di vita da una pallottola alla testa. Ma lui è sopravvissuto, fa da sé le telefonate a lui indirizzate, si manda da solo i soldi, e uccide. Quando Allison lo scopre, si presenta a lei il fantasma del gemello morto che promette di lasciare in pace il gemello, appena tutto sarà finito: è lui che lo "possiede" di notte. E in effetti, proprio quella notte, l'ultimo delinquente trova la morte in un incidente automobilistico. E le possessioni cessano.

## Fantasmi del passato
- Titolo originale: Drowned world
- Diretto da: Aaron Lipstadt
- Scritto da: Moira Kirland

### Trama
Allison viene contattata da un avvocato che le chiede consulenza perché sua moglie Kelly è sicura che nella loro casa ci siano fantasmi: sente pianti di un bambino e acqua scorrere. Allison dentro la casa non trova nulla. La notte, però, sogna una donna, in quella casa, che annega nella vasca da bagno un neonato. Cerca allora di parlare con il marito di Kelly, che ammette di aver saputo che nella casa era avvenuto un infanticidio, ma non aver voluto rinunciare ad una casa così bella, che Kelly teneva tanto ad avere, oltretutto a così basso costo. 
Il giorno dopo, Kelly viene trovata suicida in bagno: si è annegata. E ha lasciato nella cassetta postale di Allison una lettera in cui ammette di aver paura che il marito la uccida. L'uomo viene indagato per omicidio. Ma Allison fa un altro sogno: sogna Kelly, bambina, nella stessa casa in cui l'ha conosciuta, e vede la madre di Kelly che annega un bambino nella vasca da bagno, neonato, e poi cerca Kelly per prendere anche lei, ma viene salvata dall'intervento di un uomo. 
La mattina dopo, convocando il marito di Kelly, che si presenta con suo padre, si svela la verità: il padre dell'uomo era anche padre di Kelly. La donna che ha ucciso il figlio nella vasca era la sua amante che, dopo essere stata lasciata, in un momento di follia, ha tentato di uccidere entrambi i bimbi avuti da lui. Kelly viene salvata dall'intervento del padre che, comunque, non ha rimorsi e le lascia per tornare dalla moglie e dai figli legittimi. 
Kelly cresce con una madre folle: si sposa col suo fratellastro, inconsapevole di tutto, riesce a tornare nella casa della sua infanzia e si suicida facendo apparire l'atto come compiuto dal marito. La sua vendetta verso il padre che anni prima l'ha abbandonata è compiuta. 
Nel frattempo il procuratore VanDyke ha scoperto di avere poco da vivere a causa di un tumore, lascia il posto al suo predecessore che rimette Allison nella sua posizione di consulente. Inoltre, VanDyke chiede ad Allison di aiutare e consolare la sua famiglia quando lui non ci sarà più: i due dimenticano tutti i dissapori del passato. 
Joe, che aveva ottenuto dalla sua socia 250 000 dollari per la vendita del suo brevetto (ricavando 2 milioni), sembra che debba ricominciare, ma è positivo grazie al denaro che ha racimolato. Il compratore del suo brevetto gli offre uno stipendio da favola, un posto fisso vicino a casa per produrre idee per lui, dato che il primo progetto lo ha abbagliato. I protagonisti adesso hanno entrambi un lavoro, e i problemi finanziari sembrano del tutto superati.